# کاپیو
کاپیو (انگلیسی: Capio) شرکت مراقبت سلامت سوئدی است، که در سال ۱۹۹۴ تأسیس شد.